# 细裂条叶丝瓣芹
细裂条叶丝瓣芹（学名：Acronema chienii var. dissectum）为伞形科丝瓣芹属条叶丝瓣芹的变种。分布在中国大陆的四川等地，生长于海拔2,500米至4,200米的地区，常生于山地林缘，目前尚未由人工引种栽培。